# Geoff Courtnall
Geoffrey Lawton Courtnall (* 18. srpna 1962 ve Victorii, Britské Kolumbii) je bývalý kanadský hokejový útočník a trenér.

## Hráčská kariéra
Geoff Courtnall hrál nejčastěji jako křídelní útočník. V mládí prošel juniorským celkem Victoria Cougars působícím v soutěži WHL. S týmem Victoria Cougars se stali mistrem soutěže, vyhráli Ed Chynoweth Cup. Za tým odehrál tři ročníky v letech 1980–83. S bodovým nadprůměrem nebyl nakonec draftován do NHL, ale 6. července 1983 podepsal smlouvu s klubem Boston Bruins jako volný hráč. První příležitost k seniorskému hokeji dostal v nižší soutěži AHL za Hershey Bears, kde strávil takřka celou část sezony 1983/84. První zápas v NHL odehrál až po novém roce 1984, za Boston Bruins se ukázal 11. ledna 1984 proti Detroit Red Wings. Následně přidal čtyři zápasy za Bruins, pokaždé vyšel bodově naprázdno. V sestavě Bruins se stabilně zabydlel od sezony 1984/85, devět zápasů ještě odehrál za Hershey Bears a dvanáct zápasů za Moncton Golden Flames v ročníku 1985/86. V závěru ročníku 1987/88 byli se spoluhráčem Billem Ranfordem a výběrem druhého kola draftu 1988 (touto volbou byl draftován Petro Koivunen) vyměněni do Edmontonu Oilers za kanadského brankáře Andyho Mooga. Výměna do Edmonton Oilers znamenala pro jeho kariéru významnou událost, s nabytým kádrem se klub opět radoval ze zisku Stanleyova poháru, pro Geoffa Courtnalla to byl první a jediný.
O čtyři měsíce později se Courtnall přestěhoval do Washingtonu Capitals, kde strávil dva roky. V Capitals dosáhl maximum v kanadském bodování, v ročníku 1988/89 zaznamenal 80 kanadských bodů. Stal se tak nejlepším střelcem a druhým nejproduktivnějším hráčem týmu, na Mika Ridleyho ztrácel devět bodů, naopak Ridley ztrácel na Courtnalla jednu branku. Druhý ročník za Washington byl opět bodově produktivní, s 35 brankami a 39 asistencemi byl druhým nejlepším střelcem a druhým nejproduktivnějším hráčem Capitals. 13. července 1990 byl vyměněn do St. Louis Blues za amerického obránce Mika Lalora (který působil v poslední sezoně jako alternativní hráč) a kanadského útočníka Petera Zezela. V St. Louis Blues nesetrval ani rok, v závěru sezony byl zahrnut do hromadné výměny s Vancouver Canucks. Do Canucks odešel Geoff Courtnall, Robert Dirk, Sergio Momesso, Cliff Ronning a výběr páteho kola draftu 1992 (touto volbou byl draftován Brian Loney). Opačným směrem do St. Louis Blues zamířili Garth Butcher a Dan Quinn. V dubnu 1991 byl zařazen na soupisku kanadské reprezentace pro mistrovství světa. V turnaji si za kanadskou reprezentaci zahrál spolu se svým mladším bratrem Russem Courtnallem. Oba dva si z turnaje odvezli stříbrné medaile. S bratrem Russem se sešli v jednom týmu v závěrečném ročníku 1994/95, kdy přišel z Dallasu Stars. S Vancouverem Canucks byl znovu ve finále Stanley Cupu v sezóně 1993/94, ve kterém nestačili na New York Rangers. Kapitánem Rangers byl Mark Messier, se kterým v sezoně 1987/88 spolu vybojovali Stanley Cup za Edmonton. V roce 1995 se vrátil zpět do St. Louis Blues, které se stalo jeho posledním působištěm. V sezoně 1999/2000 utrpěl otřes mozku, který jej donutil ukončit kariéru.

## Trenérská kariéra
V letech 2007–2009 působil jako hlavní trenér ve Victoria Grizzlies působící v juniorské soutěži BCHL, když v ročníku 2007/08 nahradil Jacksona Penneyho.

## Zajímavosti
Se 70 asistencemi v play-off NHL je Geoff Courtnall jedním z deseti nejlepších hráčů na pozici levého křídla v žebříčku všech dob v této kategorii.

## Ocenění a úspěchy
- 1993 NHL – Nejvíce vstřelených vítězných branek

## Prvenství
- Debut v NHL – 11. ledna 1984 (Detroit Red Wings proti Boston Bruins)
- První asistence v NHL – 14. října 1984 (Boston Bruins proti Hartford Whalers)
- První gól v NHL – 21. října 1984 (Winnipeg Jets proti Boston Bruins, americkému brankáři Marcu Behrendovi)
- První hattrick v NHL – 27. února 1988 (Boston Bruins proti Minnesota North Stars)

## Klubová statistika
| Sezóna       | Klub                     | Soutěž       |      | Základní část | Základní část | Základní část | Základní část | Základní část |    | Play off | Play off | Play off | Play off | Play off |
| Sezóna       | Klub                     | Soutěž       | Z    | G             | A             | B             | TM            | Z             | G  | A        | B        | TM       |          |          |
| 1980–81      | Cowichan Valley Capitals | BCJHL        | 44   | 20            | 56            | 76            | 56            | —             | —  | —        | —        | —        |          |          |
| 1980–81      | Victoria Cougars         | WHL          | 11   | 3             | 5             | 8             | 6             | 15            | 2  | 1        | 3        | 7        |          |          |
| 1981–82      | Victoria Cougars         | WHL          | 72   | 35            | 57            | 92            | 100           | 4             | 1  | 0        | 1        | 2        |          |          |
| 1982–83      | Victoria Cougars         | WHL          | 71   | 41            | 73            | 114           | 186           | 12            | 6  | 7        | 13       | 42       |          |          |
| 1983–84      | Hershey Bears            | AHL          | 74   | 14            | 12            | 26            | 51            | —             | —  | —        | —        | —        |          |          |
| 1983–84      | Boston Bruins            | NHL          | 5    | 0             | 0             | 0             | 0             | —             | —  | —        | —        | —        |          |          |
| 1984–85      | Hershey Bears            | AHL          | 9    | 8             | 4             | 12            | 4             | —             | —  | —        | —        | —        |          |          |
| 1984–85      | Boston Bruins            | NHL          | 64   | 12            | 16            | 28            | 82            | 5             | 0  | 2        | 2        | 7        |          |          |
| 1985–86      | Moncton Golden Flames    | AHL          | 12   | 8             | 8             | 16            | 6             | —             | —  | —        | —        | —        |          |          |
| 1985–86      | Boston Bruins            | NHL          | 64   | 21            | 16            | 37            | 61            | 3             | 0  | 0        | 0        | 2        |          |          |
| 1986–87      | Boston Bruins            | NHL          | 65   | 13            | 23            | 36            | 117           | 1             | 0  | 0        | 0        | 0        |          |          |
| 1987–88      | Boston Bruins            | NHL          | 62   | 32            | 26            | 58            | 108           | —             | —  | —        | —        | —        |          |          |
| 1987–88      | Edmonton Oilers          | NHL          | 12   | 4             | 4             | 8             | 15            | 19            | 0  | 3        | 3        | 23       |          |          |
| 1988–89      | Washington Capitals      | NHL          | 79   | 42            | 38            | 80            | 112           | 6             | 2  | 5        | 7        | 12       |          |          |
| 1989–90      | Washington Capitals      | NHL          | 80   | 35            | 39            | 74            | 104           | 15            | 4  | 9        | 13       | 32       |          |          |
| 1990–91      | St. Louis Blues          | NHL          | 66   | 27            | 30            | 57            | 56            | —             | —  | —        | —        | —        |          |          |
| 1990–91      | Vancouver Canucks        | NHL          | 11   | 6             | 2             | 8             | 8             | 6             | 3  | 5        | 8        | 4        |          |          |
| 1991–92      | Vancouver Canucks        | NHL          | 70   | 23            | 34            | 57            | 116           | 12            | 6  | 8        | 14       | 20       |          |          |
| 1992–93      | Vancouver Canucks        | NHL          | 84   | 31            | 46            | 77            | 167           | 12            | 4  | 10       | 14       | 12       |          |          |
| 1993–94      | Vancouver Canucks        | NHL          | 82   | 26            | 44            | 70            | 123           | 24            | 9  | 10       | 19       | 51       |          |          |
| 1994–95      | Vancouver Canucks        | NHL          | 45   | 16            | 18            | 34            | 81            | 11            | 4  | 2        | 6        | 34       |          |          |
| 1995–96      | St. Louis Blues          | NHL          | 69   | 24            | 16            | 40            | 101           | 13            | 0  | 3        | 3        | 14       |          |          |
| 1996–97      | St. Louis Blues          | NHL          | 82   | 17            | 40            | 57            | 86            | 6             | 3  | 1        | 4        | 23       |          |          |
| 1997–98      | St. Louis Blues          | NHL          | 79   | 31            | 31            | 62            | 94            | 10            | 2  | 8        | 10       | 18       |          |          |
| 1998–99      | St. Louis Blues          | NHL          | 24   | 5             | 7             | 12            | 28            | 13            | 2  | 4        | 6        | 10       |          |          |
| 1999–00      | St. Louis Blues          | NHL          | 6    | 2             | 2             | 4             | 6             | —             | —  | —        | —        | —        |          |          |
| Celkem v NHL | Celkem v NHL             | Celkem v NHL | 1049 | 367           | 432           | 799           | 1465          | 156           | 39 | 70       | 109      | 262      |          |          |

## Reprezentace
| Rok                       | Tým                       | Soutěž                    | Z  | G | A | B | TM |
| ------------------------- | ------------------------- | ------------------------- | -- | - | - | - | -- |
| 1991                      | Kanada                    | MS                        | 10 | 5 | 1 | 6 | 16 |
| Seniorská kariéra celkově | Seniorská kariéra celkově | Seniorská kariéra celkově | 10 | 5 | 1 | 6 | 16 |